# Earthdawn
Az Earthdawn egy asztali szerepjáték, ami a ma ismert földi világunk távoli, homályba vesző múltjában, egy poszt-apokaliptikus fantasy világban játszódik. A játék első kiadása 1993-ban jelent a FASA Corporation jóvoltából.
A játék alapvető jellegzetességei sok hasonlóságot mutat a sokak által ismert Dungeons & Dragons szerepjátékkal, de az Earthdawn készítői sokkal inkább az olyan játékokból merítettek ihletet, mint például a RuneQuest. Nem valamiféle univerzális szabályrendszerhez próbáltak toldozva-foltozva háttérvilágot keríteni, hanem a világ és a szabályok vonatkozásában teljesen koherens egységet alkottak. Earthdawn szabályai szorosan illeszkednek a világhoz, amit a mágia részletesen kidolgozott metafizikája tesz pazarrá.

## A kiadásokról
Az egész 1993-ban kezdődött, ekkor jelent meg három ingyenes Flyer, ezek néhány előre kidolgozott karaktert, egy kalandot és pár egyszerű szabályleírást tartalmaztak, ezzel felkeltették az érdeklődést. Aztán az alapkönyv megjelenése után a FASA több mint 20 kiegészítőt, számos regényt és novellát adott ki. Ezek részletesen bemutatják Földhajnal világának majd’ minden szegletét. 1999 januárjában a FASA elbocsátotta Louis J. Prosperit, az Earthdawn projekt vezetőjét, majd bejelentette, hogy a projektet is leállítja.
1999 végén a FASA kiadói joggal ruházta fel a Living Room Games-t, akik azóta több könyvet is megjelentettek, például az Earthdawn 2nd Editiont és a 2. Edition Companiont.
A második kiadásban a világ és az alapkoncepció lényegében változatlan maradt, viszont továbbvitte a történelem fonalát és a szabályokat is csiszolták – a játék előnyére. Egyes diszciplínák képességei megváltoztak, lényegesen javítva a játék egyensúlyát.
2003-ban a RedBrick Limited is kiadói jogokat szerzett. Ők a FASA termékek alapján egy saját Earthdawn sorozatot fejlesztettek ki - melyet Earthdawn Classic-nak hívnak - és közben az eredeti FASA kiadványokat is publikálták PDF formátumú eBook formájában.
Az Earthdawn Classic Player és Gamemaster Compendiumot tulajdonképpen felfoghatjuk egy alternatív második kiadásnak is. (Bár verziószámot hivatalosan nem használnak). Mindkét könyv több mint 500 oldalas, és összefoglalja a FASA kiadványok tetemes részét, nemcsak játéktechnika, de világleírás, legendák és elbeszélések is helyet kaptak ezekben. Például minden diszciplína önálló fejezetet kapott, ahogy Barsaive leírása is.
A RedBrick megpróbált továbbra is hűséges maradni a FASA eredeti elképzeléséhez, mind a játék filozófiájában, mind pedig a vizuális stílust illetően. Ugyanakkor felülvizsgálták a teljes játékot, kiigazították az ellentmondásokat, a hiányzó részek pótlására pedig új anyagokat készítettek.

## Földhajnal világa
Barsaive földjén a mágiának – mint annyi mindennek a természetben – ciklusai vannak. Amikor megerősödött a mágia, a rémek képessé váltak a dimenzióváltásra, és megérkeztek a Földre. Ezek a másvilági teremtmények igen változatosak: van, amelyik primitív evőgép, és felfal mindent, ami csak szembejön, de vannak hihetetlenül értelmes és ravasz példányok is, akik az általuk keltett negatív érzésekből táplálkoznak.
Régesrég, valamikor a távoli múltban egy elf tudós rátalált a Holnap Könyveire, és felfedezte, hogy a rémek ideje el fog jönni. Követői megalapították az Örök Könyvtárat, és szent célul tűzték ki, hogy felfedezzék a rémek legyőzésének – vagy legalább túlélésének – módját. A könyvtár körül város alapult, amely hatalmas birodalommá nőtt. A rémek elleni védelem fortélya messzi földeken elhíresült, és busás hasznot hozott a Thérai Birodalomnak.
A világ népei ún. kaereket, vagyis föld alatti, rejtett és jól védett városokat kezdtek építeni, hogy elrejtőzzenek a rémek elől. Mindenki, aki csak tehette, ilyen kaerbe rejtőzött. A kaerek kapuját bezárták és thérai védőrúnákkal pecsételtek le. Az Iszonyat Kora 400 évig tartott, majd a kaerek kapui megnyíltak, és a világ népei a rémek által letarolt világban találták magukat.
A játékosok különleges képességekkel bíró adeptusok (beavatottak). Feladatuk, hogy felfedezzék az új világot, megtalálják a rég elfeledett, ősi titkokat és kincseket, valamint – természetesen - felvegyék a küzdelmet a világon maradt rémekkel.
Az Earthdawn világának elsődleges helyszíne Barsaive, a Thérai Birodalom hajdan volt tartománya. Barsaive nem egy kontinens, hanem egy régió, ahol a virágzó városállamok laza szövetségben állnak. Az Iszonyat Kora után a városállamok fellázadtak korábbi hűbéruruk ellen, majd a törpék vezette Throal Királyság vezetésével győzedelmeskedtek az I. Thérai Háborúban, és ezzel Barsaive visszanyerte függetlenségét. A théraiak jelenléte sosem szűnt meg, Barsaive délnyugati szegletében található Vivane városában és a felette lebegő Sky Point bűvös erődjében ma is ott állomásoznak a Birodalom seregei.

## Fajok
Ebben a világban több mesés fajt választhatunk játékos és mesélt karakternek is.
- Törpe - megjelenésükben nagyon hasonlók, mint a D&D vagy Tolkien törpéi. Basraive népességében túlsúlyban vannak, továbbá a közös nyelv a törpe. Kultúrájuk a reneszánsz időket idézi, ez egy jelentős különbség más fantasy szerepjátékokhoz képest. A hatalmas Throal Királyság Barsaive fő hatalmi tényezője és kiindulópontja a Thérával való szembeszállásnak.
- Elf – fantasy szokásoknak megfelelően az elf nép természetben szeret élni, magasak és mozgékonyak, fülük hegyes. Hosszú ideig élnek, egyesek szerint halhatatlanok. (Néhány ilyen halhatatlan elf megjelenik a Shadowrun világában is). Az elfek őshazájában a Vérelfek uralkodnak. Ők az Iszonyat Kora előtt elutasították a thérai védelmet és nem voltak hajlandóak a Rémek elől a föld alá bújni. Kísérletet tettek arra, hogy az erdejükben saját varázslataikkal vészeljék át az Iszonyat Korát. A kísérlet megbukott, végül egy sötét praktikához folyamodtak: végrehajtották a Tövis Rituáléját, bőrüket tövisek lyukasztották át. Az örökké vérző sebeik állandó fájdalmat okoztak nekik, de az önkínzás megmentette a Vérelfeket a Rémektől.
- Ember – Az emberek külsőleg teljesen megfelelnek a való világunkban élő embereknek. Az ember Adeptusoknak van egy különleges képességük, a Sokoldalúság (Versatility), aminek segítségével olyan képességeket is megtanulhatnak, ami egyébként nem lenne elérhető számukra. Az emberek népéről úgy tartják, meglehetősen harciasak és előszeretettel szítanak viszályt.
- Obszidember - ők a hatalmas, kősziklaszerű emberek. Testméretük lenyűgöző és robusztus: 2 méternél is magasabbak és súlyuk fél tonnát is elérheti. Elválaszthatatlan kötelék fűzi őket ahhoz az Életkövükhöz. Az Életkő a születési helyük körüli, 4 órányi gyaloglással bejárható sziklaképződmény. Feltétlenül hűségesek az Életkő körül élő közösséghez, vagyis a Testvériséghez. Nem tudni pontosan meddig is élnek, de akár 500 évet is távol tartózkodhatnak Életkövüktől. Végül mindig visszatérnek ehhez és örökké a Testvériség része maradnak. Sziklaszerű testük és hosszú életük miatt lassan mozognak, megfontoltan beszélnek és cselekednek. Nem igazán értik, hogy más fajok miért rohannak annyira. Mindazonáltal, ha veszély fenyegeti őket, barátaikat vagy a Testvériséget, hihetetlen vad és ádáz harcosokká válnak.
- Ork - Earthdawn orkjai csak külső jegyekben hasonlítanak más fantasy világok orkjaihoz. Bőrük zöld, barna vagy ébenfekete színű, törzsi, nomád életet élnek és gyakran barbár szokásokat követnek. Viszonylag rövid életűek, de ez idő alatt megpróbálnak úgy élni és meghalni, amire utódaik örökre emlékezni fognak és büszkék lesznek rájuk. Az Iszonyat Kora előtt majdnem minden ork rabszolgasorban élt és mások fajok lenézték őket. Hihetetlen szabadságvágy hajtja ezt a büszke népet.
- Troll - a trollok csak nyomokban emlékeztetnek más fantasy világok troll alakjaihoz. Magasak és erősek, bőrük kemény és szarvaik testük ékessége. Klánokban élnek, amihez vadul hűségesek, gyakran háborúznak is egymással. A Kristályrablók híres-hírhedt hegyi troll klánok, akik léghajóikkal uralják a szeleket és az égboltot. A síksági trollok más népekkel keveredve élnek szerte Barsaive-en, de kevésbé civilizált fajtársaikhoz hasonlóan ők is megőrizték vadságukat és büszkeségüket.
- T’skrang - a gyíkhoz hasonló kétéltű, humanoid felépítésű t’skrangok hosszú farokkal rendelkeznek és jó érzékük színjátszáshoz. Ők a hetvenkedő, karizmatikus szerencsejátékosok. A folyami hajózás mesterei, nemesi családok kereskedelemből és olykor kalózkodásból élnek Barsaive-et behálózó folyók mentén.
- Szélszerzet – a kis termetű, szitakötőhöz hasonló szárnyakon repkedő humanoid faj, hasonlítanak más fantasy világok és a mesék tündér alakjaihoz. Különleges képességük, hogy képesek az asztrális síkba bepillantani. A szélszerzetek csintalan, minden új megismerésért lelkes, kissé hedonisztikus lények. Sokan Krynn kenderjeihez hasonlítják, ám a szélszerzetek egyáltalán nem kleptomániások.

## Hatalmi tényezők, birodalmak
- Barsaive:
  - Throal Királyság (törpék, monarchia)
  - Iopos (városállam, magiokrácia)
  - Vérerdő (Elfek, monarchia)
  - Kratas (a tolvajok városa)
  - Urupa (városállam, egyik legfontosabb tengeri kikötő)
  - Jerris (városállam)
  - Travar (városállam)
  - A hegyi troll klánok (Égi Rablók, Kristályrablók)
  - T'skrang klánok (aropagoi a Serpent River (kereskedők)
  - Vivane (városállam-állam, Thera befolyása alatt áll)
  - Menedék városa és Parlainth romvárosa
  - Nagy Sárkányok
  - különféle titkos társaságok

- Barsaive-en kívül:
  - Thérai Birodalom (Théra)
  - thérai provinciák: Creana, Indrisa, Marac, Talea, Vasgothia
  - Cathay (keleti sárkányok uralta birodalom)
  - Shosara (shosarai elfek)
  - Arcania (nincs róla bővebb információ)

## A mágia szerepe Earthdawn-ban
Earthdawn mágiarendszere nagyon pazar és változatos. Az alapgondolat az, hogy minden játékos karakter egy kiválasztott személy, egy Adeptus. Az Adeptusok különböző Diszciplínákba (más rendszerekben kaszt vagy hivatás) sorolhatók, például vannak Harcosok, Elementalisták, Égi Rablók, Trubadúrok, Rémvadászok stb. Minden Adeptus mágiát használ a varázslatos képességei (talent) révén.
Az Earthdawn egyik leginnovatívabb ötlete az, ahogyan a mágikus tárgyak működnek. Elsőre még a leghatalmasabb ereklye is pont ugyanolyan, mint egy közönséges tárgy. (Vagyis nincs olyan, hogy kezünkbe vesszük a +5-ös kardot és uzsgyi, máris mehetünk hentelni vele.) A játékosoknak bizonyos feladatokat kell végrehajtaniuk, mielőtt használni tudnák az adott mágikus kincset, például kutatniuk kell a tárgy történelmével kapcsolatos információk után és Legendapontot (a tapasztalati pont Earthdawn megfelelője) kell elkölteni ahhoz, hogy a tárgy egy mágikus képességét aktiválja. Ahogy a játékos egyre többet és többet tud meg az adott tárgyról, úgy egyre több hatalom nyílik meg előtte (magical ranks vagy mágiaszintek).
Minden mágikus tárgy egyedi, éppen a története és a mágikus képességei miatt. Például egy varázskardnak csak 4 mágiaszintje van és minden szinten csak a penge sebzését növeli. A legendás Tisztító nevű kardnak tíz mágiaszintje van és sokkal nagyobb, igazi hatalommal ruházza fel forgatóját.